# Incoronata (stacja kolejowa)
Incoronata (wł. Stazione di Incoronata) – stacja kolejowa w Borgo Incoronata (część gminy Foggia), w prowincji Foggia, w regionie Apulia, we Włoszech. Znajduje się na linii Adriatica (Ankona – Lecce). 
Według klasyfikacji RFI ma kategorię brązową.

## Linie kolejowe
- Adriatica